# Wasilij Biezsmielnicyn
Wasilij Wiktorowicz Biezsmielnicyn (ros. Василий Викторович Безсмельницын; ur. 18 stycznia 1975 w Kozyriewsku) – rosyjski narciarz alpejski, srebrny medalista mistrzostw świata juniorów.

## Kariera
Po raz pierwszy na arenie międzynarodowej Wasilij Biezsmielnicyn pojawił się w 1991 roku, startując na mistrzostwach świata juniorów w Geilo. Zajął tam 40. miejsce w zjeździe i 60. miejsce w supergigancie. Jeszcze trzykrotnie startował na zawodach tego cyklu, najlepsze wyniki osiągając podczas mistrzostw świata juniorów w Lake Placid w 1994 roku. Wywalczył tam srebrny medal w zjeździe, rozdzielając na podium Kanadyjczyka Kevina Werta i Jasona Rosenera z USA. W zawodach Pucharu Świata zadebiutował 13 stycznia 1995 roku w Kitzbühel, zajmując 56. miejsce w zjeździe. Mimo kilkukrotnych startów w zawodach tego cyklu nigdy nie wywalczył punktów. W 1994 roku wystartował na igrzyskach olimpijskich w Lillehammer, gdzie jego najlepszym wynikiem było 34. miejsce w supergigancie. Brał także udział w rozgrywanych cztery lata później igrzyskach olimpijskich w Nagano, zajmując między innymi 24. miejsce w zjeździe i 29. miejsce supergigancie. Kilkukrotnie zdobywał medale mistrzostw Rosji, w tym złote w gigancie w latach 1995 i 1998. W 1999 roku zakończył karierę.

## Osiągnięcia

### Igrzyska olimpijskie
| Miejsce | Dzień     | Rok  | Miejscowość | Konkurencja | Czas biegu  | Strata  | Zwycięzca        |
| ------- | --------- | ---- | ----------- | ----------- | ----------- | ------- | ---------------- |
| DSQ     | 13 lutego | 1994 | Lillehammer | Zjazd       | 1:45,75 min | -       | Tommy Moe        |
| DNF     | 15 lutego | 1994 | Lillehammer | Kombinacja  | 3:17,53 min | -       | Lasse Kjus       |
| 30.     | 17 lutego | 1994 | Lillehammer | Supergigant | 1:32,53 min | +3,97 s | Markus Wasmeier  |
| DNF     | 23 lutego | 1994 | Lillehammer | Gigant      | 2:52,46 min | -       | Markus Wasmeier  |
| 24.     | 13 lutego | 1998 | Nagano      | Zjazd       | 1:50,11 min | +4,16 s | Jean-Luc Crétier |
| 29.     | 16 lutego | 1998 | Nagano      | Supergigant | 1:34,82 min | +4,57 s | Hermann Maier    |
| DNF     | 19 lutego | 1998 | Nagano      | Gigant      | 2:38,51 min | -       | Hermann Maier    |

### Mistrzostwa świata juniorów
| Miejsce | Dzień       | Rok  | Miejscowość   | Konkurencja | Czas biegu  | Strata   | Zwycięzca          |
| ------- | ----------- | ---- | ------------- | ----------- | ----------- | -------- | ------------------ |
| 40.     | 11 kwietnia | 1991 | Geilo         | Zjazd       | 1:05,48 min | +3,23 s  | Ivan Bormolini     |
| 60.     | 12 kwietnia | 1991 | Geilo         | Gigant      | 2:04,64 min | +14,35 s | Massimo Zucchelli  |
| 46.     | 25 lutego   | 1992 | Maribor       | Zjazd       | 1:19,48 min | +2,54 s  | Michael Makar      |
| 44.     | 26 lutego   | 1992 | Maribor       | Supergigant | 1:08,11 min | +3,64 s  | Tobias Hellman     |
| 50.     | 1 marca     | 1992 | Maribor       | Slalom      | 1:13,55 min | +14,91 s | Tobias Hellman     |
| 58.     | 2 marca     | 1993 | Montecampione | Supergigant | 1:38,79 min | +4,87 s  | Massimiliano Iezza |
| 18.     | 4 marca     | 1993 | Montecampione | Zjazd       | 1:28,27 min | +2,05 s  | Gaëtan Llorach     |
| 49.     | 5 marca     | 1993 | Montecampione | Gigant      | 2:06,45 min | +8,72 s  | Josef Strobl       |
| 43.     | 6 marca     | 1993 | Montecampione | Slalom      | 2:06,45 min | +7,65 s  | Chip Knight        |
| 19.     | 7 marca     | 1993 | Montecampione | Kombinacja  | ?           | ?        | Gaëtan Llorach     |
| 2.      | 7 marca     | 1994 | Lake Placid   | Zjazd       | 1:38,07 min | +0,54 s  | Kevin Wert         |
| 25.     | 14 marca    | 1994 | Lake Placid   | Gigant      | 2:27,88 min | +3,48 s  | Stefan Stankalla   |

### Puchar Świata

#### Miejsca w klasyfikacji generalnej
- sezon 1994/1995: -
- sezon 1997/1998: -

#### Miejsca na podium w zawodach
Biezsmielnicyn nie stawał na podium zawodów PŚ.